# Universidad de Waseda
La Universidad Waseda (早稲田大学 Waseda Daigaku?) o Universidad de Waseda, conocida también como Soudai (早大), es una de las mejores y prestigiosas universidades privadas de Japón.
Es también una de las universidades de más difícil ingreso, y muchos estudiantes deben de acudir a escuelas igualmente prestigiosas para garantizarse una vacante. Su lema es "Independencia de aprendizaje". 
La Universidad Waseda es miembro del grupo Universitas 21.

## Historia
Fue fundada por el erudito samurái y político meiji, y ex premier Okuma Shigenobu en 1882, y fue reconocida como universidad en 1902. Gran parte del campus se destruyó en los bombardeos sobre Tokio durante la Segunda Guerra Mundial, pero la universidad fue reconstruida y reabierta alrededor de 1949.
El programa de literatura de Waseda es especialmente famoso, y cuenta entre sus graduados a los escritores Haruki Murakami y Tawara Machi, y con idols como Miki Nonaka. La biblioteca de Soudai también posee una colección única sobreviviente de los bombardeos en Tokio, a diferencia de otras universidades. De ahí que su colección sea una fuente importante en el estudio de la historia y literatura japonesas anteriores a la guerra. 
Waseda es también conocida por ser campo de entrenamiento de los políticos japoneses. 6 premieres de la posguerra son exalumnos de Waseda: Ishibashi Tanzan (1956-1957), Takeshita Noboru (1987-1989), Kaifu Toshiki (1989-1991), Keizo (1998-2000), Mori Yoshiro (2000-2001), Yasuo Fukuda (2007-2008). El ex primer ministro de Japón, Yoshihiko Noda, es también un exalumno de esta universidad.
Además de los políticos ya mencionados algunos otros famosos como el líder socialista japonés Mosaburo Suzuki, la alpinista Yazuko Namba y la actriz de voz Saori Hayami fueron alumnos de Waseda.
Waseda se ha involucrado recientemente en el desarrollo del WL-16 o "robot andante."
Muchos estudiantes internacionales de Asia u otras regiones están registrados en esta universidad.